# Departamento Potosí
Das Departamento Potosí (Quechua P'utuqsi suyu, Aymara P'utuqsi jach'a suyu, spanisch Departamento de Potosí) liegt im Südwesten Boliviens und weist eine Fläche von 118.218 km² auf, auf der 856.419 Einwohner (2024) leben. Es ist hauptsächlich gebirgiges Ödland, mit einer weiten Hochebene im Westen. In dieser liegt der Salar de Uyuni, der größte Salzsee der Welt. Potosí grenzt im Nordwesten an das Departamento Oruro, im Norden an das Departamento Cochabamba, im Osten an das Departamento Chuquisaca, im Südosten an das Departamento Tarija, im Süden an Argentinien und im Westen an Chile.

## Bevölkerung
Die Einwohnerzahl des Departamento ist von 1950 bis 2024 um mehr als die Hälfte angestiegen, damit ist das Bevölkerungswachstum im Departamento Potosí deutlich langsamer als im bolivianischen Durchschnitt:
| Jahr | Einwohner | Quelle       |
| ---- | --------- | ------------ |
| 1950 | 509.087   | Volkszählung |
| 1976 | 657.743   | Volkszählung |
| 1992 | 645.889   | Volkszählung |
| 2001 | 709.013   | Volkszählung |
| 2012 | 823.517   | Volkszählung |
| 2024 | 856.419   | Volkszählung |

Die hauptsächlich verwendeten Sprachen sind Quechua (50,7 %) und Spanisch (46,1 %). Potosí ist damit das einzige Departamento Boliviens, in dem die Spanischsprachigen in der Minderheit sind.

## Provinzen
Das Departamento Potosí ist in sechzehn Provinzen gegliedert:

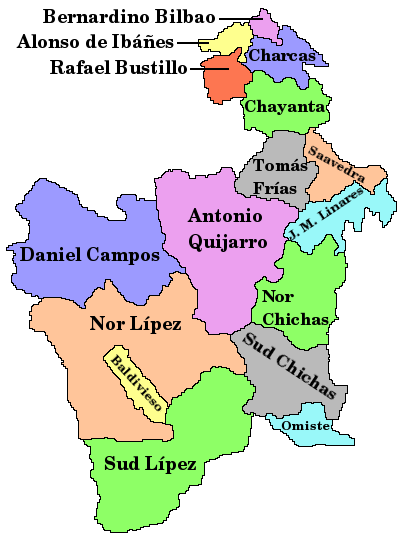
Provinzen von Potosí

| INE-Nr. | Provinz                    | Fläche     | Einwohner 1992 (Volkszählung) | Einwohner 2001 (Volkszählung) | Einwohner 2012 (Volkszählung) | Einwohner 2024 (Volkszählung) |
| ------- | -------------------------- | ---------- | ----------------------------- | ----------------------------- | ----------------------------- | ----------------------------- |
| 05-01   | Provinz Tomás Frías        | 4.788 km²  | 147.111                       | 176.922                       | 230.240                       | 261.446                       |
| 05-02   | Provinz Rafael Bustillo    | 2.302 km²  | 77.566                        | 76.254                        | 87.272                        | 66.422                        |
| 05-03   | Provinz Cornelio Saavedra  | 3.110 km²  | 52.659                        | 59.219                        | 55.667                        | 55.242                        |
| 05-04   | Provinz Chayanta           | 5.029 km²  | 73.128                        | 90.205                        | 98.436                        | 100.498                       |
| 05-05   | Provinz Charcas            | 3.315 km²  | 31.233                        | 38.174                        | 40.882                        | 38.680                        |
| 05-06   | Provinz Nor Chichas        | 8.107 km²  | 38.250                        | 35.323                        | 42.447                        | 39,172                        |
| 05-07   | Provinz Alonso de Ibáñez   | 1.404 km²  | 23.512                        | 27.755                        | 28.315                        | 25.615                        |
| 05-08   | Provinz Sur Chichas        | 8.170 km²  | 52.308                        | 47.873                        | 56.048                        | 54.895                        |
| 05-09   | Provinz Nor Lípez          | 28.521 km² | 8.320                         | 10.460                        | 14.057                        | 14.241                        |
| 05-10   | Provinz Sur Lípez          | 16.521 km² | 4.158                         | 4.905                         | 6.835                         | 6.099                         |
| 05-11   | Provinz José María Linares | 4.976 km²  | 52.535                        | 50.899                        | 49.796                        | 43.542                        |
| 05-12   | Provinz Antonio Quijarro   | 17.159 km² | 37.384                        | 37.428                        | 55.327                        | 63.368                        |
| 05-13   | Provinz Bernardino Bilbao  | 769 km²    | 10.045                        | 10.623                        | 10.331                        | 8.057                         |
| 05-14   | Provinz Daniel Campos      | 10.366 km² | 4.630                         | 5.067                         | 5.850                         | 5.711                         |
| 05-15   | Provinz Modesto Omiste     | 2.542 km²  | 31.737                        | 36.266                        | 44.906                        | 49.312                        |
| 05-16   | Provinz Enrique Baldivieso | 2.292 km²  | 1.313                         | 1.640                         | 1.684                         | 2.119                         |

## Städte
Hauptstadt und größte Stadt ist Potosí, weitere wichtige Städte sind der Grenzort zu Argentinien, Villazón, sowie Tupiza, Llallagua und Uyuni.
| Stadt     | Einwohner 2001 (Volkszählung) | Einwohner 2012 (Volkszählung) |
| --------- | ----------------------------- | ----------------------------- |
| Potosí    | 132.966                       | 174.973                       |
| Villazón  | 28.045                        | 35.167                        |
| Tupiza    | 21.707                        | 27.302                        |
| Llallagua | 20.065                        | 25.166                        |
| Uyuni     | 10.551                        | 18.068                        |

## Politik
Gesamtergebnis der Regionalwahlen (concejales del municipio) vom 4. April 2010 im Departamento Potosí:
| Wahl- berechtigte |  | Wahl- beteiligung | gültige Stimmen |  | MAS-IPSP | AS     | ACU    | FCRP   | MNR   |
| ----------------- |  | ----------------- | --------------- |  | -------- | ------ | ------ | ------ | ----- |
| 367.149           |  | 305.362           | 245.452         |  | 163.989  | 31.564 | 27.873 | 15.960 | 6.066 |
|                   |  | 83,2 %            | 80,4 %          |  | 66,8 %   | 12,9 % | 11,4 % | 6,5 %  | 2,5 % |

Gesamtergebnis der Regionalwahlen (elecciones de autoridades políticas) vom 7. März 2021:
| Wahl- berechtigte |  | Wahl- beteiligung | gültige Stimmen |  | MAS-IPSP | PAN-BOL | AS      | M.O.P. | PUKA SUNQU | DEMOCRATAS |
| ----------------- |  | ----------------- | --------------- |  | -------- | ------- | ------- | ------ | ---------- | ---------- |
| 465.267           |  | 388.950           | 318.468         |  | 140.275  | 70.981  | 50.987  | 20.602 | 12.324     | 8.396      |
|                   |  | 83,60 %           | 81,88 %         |  | 44,05 %  | 22,29 % | 16,01 % | 6,47 % | 3,87 %     | 2,64 %     |